# J. G. Quintel
J. G. Quintel (James Garland Quintel; 1982. szeptember 13.) Primetime Emmy-díjas amerikai animátor, író és szinkronszínész. Ő az alkotója a Parkműsornak, valamint a Nyomi szerencsétlen utazásainak a kreatív igazgatója volt.

## Filmográfia

### Filmek
| Év   | Film                         | Munka                   | Jelleg    | Forrás |
| ---- | ---------------------------- | ----------------------- | --------- | ------ |
| 2005 | The Naive Man from Lolliland | alkotó                  | rövidfilm | [ 2 ]  |
| 2006 | 2 in the AM PM               | alkotó, szinkronszínész | rövidfilm | [ 3 ]  |
| 2008 | Horton                       | képes forgatókönyv      | játékfilm |        |

### Sorozatok
| Év   | Sorozat                             | Munka                                       | Megj.                                       | Forrás |
| ---- | ----------------------------------- | ------------------------------------------- | ------------------------------------------- | ------ |
| 2004 | Csillagok háborúja: Klónok háborúja | Apprentice storyboard revisionist           |                                             |        |
| 2006 | László tábor                        | Storyboard revisionist                      |                                             |        |
| 2008 | Phineas és Ferb                     | író, képes forgatókönyv                     | A Ciki de Soleil c. részben működött közre. |        |
| 2008 | Nyomi szerencsétlen utazásai        | író, képes forgatókönyv és kreatív igazgató | 2007-2009                                   |        |
| 2010 | Kalandra fel!                       | író, képes forgatókönyv                     | Az Óceánpara c. részben működött közre.     |        |
| 2010 | Parkműsor                           | alkotó, szinkronszínész                     |                                             |        |
| 2020 | Close Enough                        | alkotó, szinkronszínész                     |                                             |        |